# Kreuz von Ismail

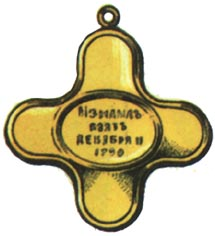
Kreuz von Ismail

Das Kreuz von Ismail (russisch Крест «За взятие Измаила») war ein von Katharina II. gestiftetes kaiserlich-russisches Ehrenzeichen. Sie wurde während des russisch-türkischen Krieges nach der Belagerung von Ismail am 11. Dezemberjul. / 22. Dezember 1790greg. an Offiziere und Soldaten vergeben, die sich bei der Eroberung der damalig osmanischen Festung Ismajil (heute Ukraine) hervorgetan haben.
Das gelb gehaltene Kreuz mit abgerundeten Armenden trug vorne die Inschrift ЗА / ОТМЕННУЮ / ХРАБРОСТЬ Sa otmennuju chrabrost (russisch), deutsch ‚Für ausgezeichnete Tapferkeit‘, auf der Rückseite ИЗМАИЛЪ / ВЗЯТЪ / ДЕКАБРЯ 11 / 1790 Ismajil wsjat dekabrja 11 1790 (russisch), deutsch ‚Ismajil ist am 11. Dezember 1790 erobert worden‘. Es wurde am Band des Georgsordens getragen, das schwarz mit zwei gelben oder orangen Streifen versehen war.

Band des Georgsordens